# Stereopalpus hirtus
Stereopalpus hirtus là một loài bọ cánh cứng trong họ Anthicidae. Loài này được Hatch miêu tả khoa học năm 1965.